# August Huybrechts
August Jan Jozef Huybrechts (Stabroek, 31 oktober 1920 – Albuquerque, 19 april 2020) was een Amerikaans organist, koorleider en componist van Belgische komaf.

## Loopbaan
August Huybrechts, ook wel August J. of August John, kreeg net als zijn broer Lode Huybrechts zijn eerste muzieklessen van vader Arthur Ferdinand Huybrechts. Zijn oudere broer Lode zou hem ook les geven. Hij bezocht het Sint-Jan Berchmanscollege in Antwerpen en ging vervolgens studeren aan het Lemmensinstituut in Mechelen. Hij kreeg les van Flor Peeters, Marinus de Jong en Jules van Nuffel. Hij haalde in die studie eerste prijzen. Van 1934 tot 1952 was hij organist van de Sint-Catharinakerk in zijn geboortestad. Vervolgens emigreerde hij naar de Verenigde Staten om er organist en muziekleraar te worden in de staten Michigan (Interlochen, Petoskey) en New Mexico (Albuquerque). Hij werd er tevens deken van het American Guild of Organists.
Als componist schreef hij veel kerkelijke muziek (missen, motetten) en piano- en orgelwerken. Zijn Mis ter ere van Sint Francis won ooit een prijs in de Verenigde Staten. Hij wisselde muziek in de kerktoonsoorten af met moderne technieken.
Af en toe was hij daarbij nog even terug in het vaderland om concerten te geven. Hij was getrouwd met Louise/Louiza Janssens, die in 2010 stierf; hij overleefde haar. Huybrechts overleed in 2020 in zijn woning in Albuquerque, New Mexico.